# JY1Sat
JY1SAT, Jordan OSCAR 97 oder JO-97 ist ein Amateurfunksatellit und der erste jordanische Satellit. JY1SAT ist ein 1U-CubeSat, der für die Crown Prince Foundation in Jordanien entwickelt wurde und von der Königlich Jordanischen Amateurfunkgesellschaft betrieben wird. Der Satellit wurde zu Ehren des Großvaters des Kronprinzen, König Hussein, mit dessen persönlichem Amateurfunkrufzeichen JY1 und dem Zusatz SAT benannt.
Nach erfolgreichem Start und dem Empfang der ersten Telemetrie wurde dem Satelliten auf Antrag der Crown Prince Foundation die OSCAR-Nummer 97 zuerkannt.
JY1SAT ist ein 1U-CubeSat, der von der Königlich Jordanischen Amateurfunkgesellschaft entwickelt und gebaut wurde. Der Satellit trägt einen Lineartransponder für den Mode U/V für (SSB, CW). Dieser basiert auf der FUNCube-Plattform. Der Transponder wird deshalb auch als FUNcube-6 bezeichnet.
Neben den üblichen FUNcube-Funktionen können Bilder auch im SSDV-Format heruntergeladen werden. Dieses von Phil Heron, MI0VIM, entwickelte Bildformat für die Verwendung in Höhenballons wird auch von LO-94 aus dem Mondorbit verwendet.
Die Telemetrie-Downlink-Frequenz beträgt 145,840 MHz. Hierbei wird das übliche FUNcube-Standardformat 1k2 BPSK verwendet. Der lineare Transponder für SSB und CW-Modi wird bei 145,855–145,875 MHz und Uplink bei 435,100–435,120 MHz Downlink. Da der Transponder invertiert, sollten auf dem Uplink das untere Seitenband (LSB) und auf dem Downlink obere Seitenband (USB) verwendet werden.

## Mission
Der Satellit wurde am 3. Dezember 2018 um 13:34 UTC mit einer Falcon-9-Rakete zusammen mit 63 weiteren Kleinsatelliten vom Vandenberg AFB Space Launch Complex 4 in den USA gestartet.

## Frequenzen
- 145,840 MHz Telemetrie
- 145,855–145,875 MHz Downlink (SSB, CW, 500 mW)
- 435,100–435,120 MHz Uplink (SSB, CW)